# Samuel T. Baird
Samuel Thomas Baird, född 5 maj 1861 i Morehouse Parish, Louisiana, död 22 april 1899 i Washington, D.C., var en amerikansk politiker (demokrat). Han var ledamot av USA:s representanthus från 1897 fram till sin död. Baird studerade vid Vincennes University. Därefter studerade han juridik och inledde 1882 sin karriär som advokat i Bastrop i Louisiana
Baird är begravd på Christ Church Cemetery i Bastrop i Louisiana.